# Myrsine campanulata
Myrsine campanulata är en viveväxtart som beskrevs av Ferdinand von Mueller. Myrsine campanulata ingår i släktet Myrsine och familjen viveväxter. Inga underarter finns listade i Catalogue of Life.